# Хосе Куаутемок Бланко
Хосе Куаутемок Бланко (на испански: José Cuauhtémoc Blanco) е мексикански писател, драматург и сценарист на теленовели, избран чрез конкурс в края на 80-те години, организиран от компания Телевиса, за нови писатели и сценаристи на теленовели. Предимно създава оригинални истории за Телевиса, заедно със сценаристите Мария дел Кармен Пеня и Виктор Мануел Медина.

## Творчество

### Оригинални истории
- Цветът на страстта (2014) с Мария дел Кармен Пеня
- Моят грях (2009) с Мария дел Кармен Пеня и Виктор Мануел Медина
- Изворът (2001/2002) с Виктор Мануел Медина
- Анхела (1998) с Мария дел Кармен Пеня
- Каприз (1993) с Мария дел Кармен Пеня
- Окови от огорчение (1991) с Мария дел Кармен Пеня

### Адаптации
- Лабиринти на страстта (1999) с Мария дел Кармен Пеня; базирана на теленовелата Estafa de amor от Каридад Браво Адамс
- Плантация на страсти (1996) с Мария дел Кармен Пеня и Хосе Антонио Олвера; базирана на радионовелата Una sombra entre los dos / Al pie del altar от Каридад Браво Адамс

### Нови версии, пренаписани от други
- Лъжовно сърце (2016) адаптация от Антонио Абаскал и Карлос Даниел Гонсалес; базирана на теленовелата Лабиринти на страстта
- Сянката на миналото (2015) адаптация от Карлос Даниел Гонсалес, Хосе Антонио Абаскал и Данте Ернандес; базирана на теленовелата Изворът
- Бездната на страстта (2012) адаптация от Хуан Карлос Алкала, Фермин Сунига и Роса Саласар; базирана на теленовелата Плантация на страсти.
- В името на любовта (2008/09) адаптация от Марта Карийо и Кристина Гарсия; базирана на теленовелата Окови от огорчение

## Награди
Награди TVyNovelas
| Година | Категория                       | Теленовела            | Резултат   |
| ------ | ------------------------------- | --------------------- | ---------- |
| 2015   | Най-добра история или адаптация | Цветът на страстта    | Номинирана |
| 2010   | Най-добра история или адаптация | Моят грях             | Печели     |
| 2000   | Най-добра история или адаптация | Лабиринти на страстта | Печели     |
| 1997   | Най-добра история или адаптация | Плантация на страсти  | Печели     |

Награди Bravo (Мексико) 2002
| Категория          | Теленовела | Резултат |
| ------------------ | ---------- | -------- |
| Най-добър сценарий | Изворът    | Печели   |